# Fleetwood Mac
Fleetwood Mac war eine multinationale Rockband. Ursprünglich als rein britische Bluesband 1967 gegründet, entwickelte sie sich nach vielen Besetzungswechseln ab Mitte der 1970er Jahre zu einer der international erfolgreichsten Rockbands. Ihr 1977 erschienenes Album Rumours gehört zu den meistverkauften der Musikgeschichte.

## Geschichte

### Frühe Jahre 1967–1970

#### Die Zeit als British-Blues-Band
Peter Green hatte sich ab 1966 als Nachfolger von Eric Clapton bei John Mayalls Bluesbreakers einen Namen als bedeutender Blues-Gitarrist gemacht, als er 1967 bei Mayall ausstieg und eine eigene Band zusammenstellte. Mit dem Schlagzeuger Mick Fleetwood und dem Bassisten Bob Brunning – beide ebenfalls ehemalige Mitglieder von John Mayalls Bluesbreakers – gründete er 1967 die Band Peter Green’s Fleetwood Mac, benannt nach Mick Fleetwood und dem zu dieser Zeit schon von Green miteinbezogenen John McVie. Später wurde die Gruppe meist nur noch Fleetwood Mac genannt. 
Kurze Zeit später wurde auch der Elmore-James-Bewunderer Jeremy Spencer (Gitarre, Gesang, Klavier) festes Mitglied der Band. Er spielte dort die markante Slide-Gitarre, sang die Hauptstimme beim Covern einiger Stücke von Elmore James (bspw. Shake Your Moneymaker) und trug auch mit eigenen Kompositionen wie My Heart Beat Like a Hammer zur ersten, kommerziell bereits erfolgreichen LP der Band bei, Peter Green’s Fleetwood Mac, die im Februar 1968 erschien. Mit beiden Songs konnte sich die Band in Fernsehshows einem größeren Publikum bekanntmachen.
Die Band hatte ihren ersten erfolgreichen öffentlichen Auftritt beim Windsor Jazz and Blues Festival im August 1967. Nach einer Live-Einspielung (Live at The Marquee 1967, Peter Green, Mick Fleetwood, Bob Brunning und Jeremy Spencer) und der Studio-Einspielung Long Grey Mare (Peter Green, Mick Fleetwood, Bob Brunning) verließ Bob Brunning die Band im selben Jahr und wurde durch John McVie ersetzt, der noch als Bass-Gitarrist mit Mick Taylor als Mitglied der Bluesbreakers bei John Mayall spielte.
Das Nachfolgealbum Mr. Wonderful, das im September 1968 erschien, war noch ganz geprägt vom British Blues und enthielt wiederum Songs, die Peter Green als Gitarrist und Sänger präsentierten, und andere, bei denen Jeremy Spencer mit Gesang und Slide-Gitarre im Elmore-James-Stil in den Vordergrund trat (bspw. mit dem Elmore-James-Stück Dust My Broom). Ähnliche Stücke enthielt auch das Kompilationsalbum The Pious Bird of Good Omen vom August 1969.
Mit dem erst 18-jährigen Danny Kirwan kam dann 1968 ein dritter Gitarrist (und Sänger) in die Band, der auch die Band stilistisch prägte. Peter Green suchte Entlastung, da der Erfolg der Band allein auf seinen Schultern lastete und Jeremy Spencer ihn kompositorisch nicht unterstützen konnte. Im September 1969 wurde in Chicago das Doppelalbum Fleetwood Mac in Chicago in Form von Sessionaufnahmen (Blues Jam at Chess) zusammen mit einigen bekannten afroamerikanischen Bluesmusikern wie Otis Spann, Buddy Guy und Willie Dixon sowie Walter „Shakey“ Horton eingespielt und im Dezember desselben Jahres herausgebracht.

#### Single-Erfolge, allmähliche Abkehr vom Blues
Zwischendurch veröffentlichte die Band mehrere sehr erfolgreiche Singles, die sich immer weiter vom Blues entfernten:
- Black Magic Woman (Februar 1968) – ein Stück, das weltweit durch Santana ein großer Erfolg wurde.
- Need Your Love So Bad (August 1968) – eine bluesartige Ballade, bei der auch Streicher eingesetzt wurden.
- Albatross (November 1968), ein gitarrenbetontes Instrumentalstück von Peter Green, wurde der erste Nummer-eins-Hit der Gruppe.
- Man of the World (Januar 1969), eine Art Selbstbeschreibung der inneren Nöte von Peter Green und ein Nummer-zwei-Hit in England.
- Oh Well (September 1969), als Kurzfassung der Version vom Album Then Play On, war als weiterer Nummer-eins-Hit ebenfalls eine erfolgreiche Single[3]
- The Green Manalishi (With the Two-Prong Crown) (Mai 1970)

Mit dem Album Then Play On – das letzte mit Peter Green – vom September 1969 löste sich die Band schließlich vom Blues und ging mehr in Richtung des progressiven Rock und balladenartiger Rockmusik. Jeremy Spencer hatte an diesem Album nur noch einen geringen Anteil.

#### Ausstieg von Peter Green und Jeremy Spencer 1971
1969 verkaufte Fleetwood Mac mehr Schallplatten als die Beatles und die Rolling Stones. Jedoch brachte der Überdruss an den Funktionsweisen des modernen Musikbusiness und der Medien Peter Green dazu, sein Tun und seine beachtlichen Einnahmen in Frage zu stellen. Greens Vorschlag, die Tantiemen karitativ einzusetzen, lehnten die anderen Bandmitglieder ab. Durch hohen Konsum von LSD und anderen Drogen wurde Green zunehmend fahrig und unzuverlässig. Am Ende einer noch erfolgreichen Tournee durch Europa im März 1970 oder 1971 verschwand er mit der Highfish-Kommune von Rainer Langhans und Uschi Obermaier im Schloss Kronwinkl. Green stieg danach aus der Band aus, gab die Musik auf, wurde drogenabhängig und suchte sein Heil in religiösen Erfahrungen. 
In dieser Phase persönlicher Verwirrungen und möglicherweise auch aufgrund exzessiven Drogenmissbrauchs wurde bei ihm Schizophrenie diagnostiziert. Er zog sich für einige Jahre komplett aus dem Musikgeschäft zurück und verkaufte seine bekannte Gibson-Les-Paul-Gitarre für einen relativ geringen Preis an seinen Freund und Bewunderer Gary Moore.
Auch Jeremy Spencer verließ 1971 auf einer USA-Tour unvermittelt die Band, indem er einfach verschwand und Mitglied der Sekte Children of God wurde. Peter Green stand als Ersatz für Jeremy Spencer dann noch einmal mit Fleetwood Mac auf der Bühne. Danny Kirwan wurde 1972 aufgrund seiner Alkoholsucht und anderer psychischer Probleme aus der Band entlassen und rutschte später in eine jahrelange Obdachlosigkeit ab.
Die Band brachte mit der LP Future Games bereits 1971 in den USA ein Werk heraus, das ohne Peter Green und Jeremy Spencer entstanden war. Neue Mitwirkende in der Band waren Christine McVie und Bob Welch. Die LP repräsentiert den Übergang zu den „neuen“ Fleetwood Mac.

### Fleetwood Mac als Pop-Rock-Band
Nach dem Weggang von Peter Green 1970 trat die Bluesorientierung der Band stark in den Hintergrund; die Musik entwickelte sich hin zur Mainstream-Rock- und Popmusik. Die Band durchlebte etliche Personalwechsel. Mitglieder wurden die frühere Chicken-Shack-Sängerin Christine McVie, die John McVie noch zu Macs Blues-Zeiten in England geheiratet hatte, sowie die Gitarristen Bob Welch und Bob Weston. Weston wurde 1973 entlassen, weil er eine Affäre mit Mick Fleetwoods Frau begonnen hatte. 1974 verließ auch Bob Welch die Band wieder, und als neuer Gitarrist wurde Lindsey Buckingham engagiert. Er brachte seine Freundin Stevie Nicks als Sängerin und Komponistin mit. Das Paar hatte zuvor unter dem Namen Buckingham Nicks bereits ein gemeinsames Album veröffentlicht.
1975 erschien das Album Fleetwood Mac, das sich sehr gut verkaufte. 1977 folgte Rumours, das allein in den USA mehr als 19 Millionen Mal verkauft wurde. Es ist eines der erfolgreichsten Alben der Musikgeschichte. Rumours gilt als das „Krisen-Album“ der Band, da es während der Entstehung unter anderem zum Bruch zwischen dem alkoholkranken John McVie und seiner Frau Christine auf der einen Seite kam und Stevie Nicks sich von ihrem damaligen Freund Lindsey Buckingham trennte – einem Gerücht zufolge zugunsten von Mick Fleetwood, wie dieser später selbst in Interviews bestätigte. 
Die Texte mehrerer Songs des Albums entstanden vor dem Hintergrund der persönlichen Krisen der Musiker. 1979 erschien das im Heimstudio aufgenommene Album Tusk, auf dem die Band mit reduzierten Arrangements countrylastige Balladen und Rock’n’Roll-Songs veröffentlichte. Tusk ist bis heute bei Kritikern sehr geschätzt, obwohl es kommerziell weniger erfolgreich war als sein Vorgänger. Die amerikanische Indierock-Band Camper Van Beethoven coverte sogar das ganze Album.
Obwohl Buckingham, Nicks und Christine McVie fortan auch Solokarrieren verfolgten, blieb die Bandbesetzung zunächst bestehen. Nach dem 1982 veröffentlichten Album Mirage folgte 1987 Tango in the Night, das sich fast so gut verkaufte wie Rumours und von dem sechs Singles ausgekoppelt wurden. Vor der sich anschließenden Tour verließ Buckingham die Band. Billy Burnette und Rick Vito kamen als Gitarristen dazu. 
In den 1990er Jahren gab es einige Wiedervereinigungen der Besetzung Buckingham/Nicks/McVie(s)/Fleetwood, die z. B. den Song Don't Stop einspielte, der von Bill Clinton zur Hymne seines Wahlkampfes gemacht wurde. Die letzte fand 1997 statt; es handelte sich um ein Reunion-Konzert in Burbank, Kalifornien, das von der Warner Music Group als Muttergesellschaft des aktuellen Labels der Band organisiert wurde, sowie eine anschließende Tournee durch Nordamerika. Diese Konzerte waren die letzten offiziellen Konzerte der Band zusammen mit Christine McVie bis zum Herbst 2014. 1998 erfolgte die Aufnahme in die Rock and Roll Hall of Fame.
2002 fanden sich John McVie, Fleetwood, Buckingham und Nicks wieder gemeinsam im Studio ein und nahmen das im April 2003 erschienene Album Say You Will auf. Es folgte eine Tournee durch Europa und die USA. Der Song Peacekeeper, die erste Single-Auskopplung, erschien dabei in zwei verschiedenen Versionen: Auf dem Album, bei Konzerten und auf den europäischen Singles lautet eine Textzeile … take no prisoners, only kill, während dies auf der US-Single in … take no prisoners, break their will geändert wurde. 
Ab 2009 tourte die Band in der Besetzung Mick Fleetwood, John McVie, Stevie Nicks und Lindsey Buckingham mit der „Unleashed“-Tournee. Erste Songs eines angekündigten Studioalbums wurden auf der 2013er Tour gespielt, darunter Without You, das bereits 1974 komponiert, aber nie veröffentlicht worden war. Nachdem sie im Herbst 2013 bereits zweimal bei Fleetwood-Mac-Auftritten als Gast dabei gewesen war, wurde Anfang 2014 bekanntgegeben, dass Christine McVie wieder der Band beigetreten war.
In der klassischen Besetzung mit Mick Fleetwood, John McVie, Christine McVie, Lindsey Buckingham und Stevie Nicks begann die Band im September 2014 eine Nordamerika-Tournee. Im Juni 2015 trat die Band als Headliner beim Isle of Wight Festival auf.
Im April 2018 wurde bekannt, dass Lindsey Buckingham die Gruppe wegen Streitigkeiten über eine geplante Tournee verlassen habe. Buckingham selbst gab später an, Nicks habe erklärt, wenn er nicht die Gruppe verlassen sollte, werde sie es tun. An seiner Stelle traten Mike Campbell und Neil Finn in die Band ein und gingen mit den übrigen Musikern auf Welttournee. Im September 2020 erlangte der Song Dreams durch ein auf TikTok veröffentlichtes Video erneut Popularität. Christine McVie starb am 30. November 2022 im Alter von 79 Jahren.  
Stevie Nicks sagte in einem Interview im Magazin Mojo, dass sie nach dem Tod von Christine McVie keinerlei Chance sehe, Fleetwood Mac wieder zusammenzubringen.

## Diskografie
Studioalben

| Jahr | Titel Musiklabel                                       | Höchstplatzierung, Gesamtwochen/‑monate, AuszeichnungChartplatzierungen (Jahr, Titel, Musiklabel, Platzierungen, Wochen/Monate, Auszeichnungen, Anmerkungen) | Höchstplatzierung, Gesamtwochen/‑monate, AuszeichnungChartplatzierungen (Jahr, Titel, Musiklabel, Platzierungen, Wochen/Monate, Auszeichnungen, Anmerkungen) | Höchstplatzierung, Gesamtwochen/‑monate, AuszeichnungChartplatzierungen (Jahr, Titel, Musiklabel, Platzierungen, Wochen/Monate, Auszeichnungen, Anmerkungen) | Höchstplatzierung, Gesamtwochen/‑monate, AuszeichnungChartplatzierungen (Jahr, Titel, Musiklabel, Platzierungen, Wochen/Monate, Auszeichnungen, Anmerkungen) | Höchstplatzierung, Gesamtwochen/‑monate, AuszeichnungChartplatzierungen (Jahr, Titel, Musiklabel, Platzierungen, Wochen/Monate, Auszeichnungen, Anmerkungen) | Anmerkungen |
| Jahr | Titel Musiklabel                                       | DE | AT | CH | UK | US | Anmerkungen |
| ---- | ------------------------------------------------------ | --- | --- | --- | --- | --- | --- |
| 1968 | Peter Green’s Fleetwood Mac Blue Horizon Records (CBS) | — | — | — | UK4 (37 Wo.)UK | US198 (3 Wo.)US | Erstveröffentlichung: 16. Februar 1968                                                                                                   |
| 1968 | Mr. Wonderful Blue Horizon Records (CBS)               | — | — | — | UK10 (11 Wo.)UK | — | Erstveröffentlichung: 23. August 1968 |
| 1969 | Then Play On Reprise Records (WMG)                     | DE90 (1 Wo.)DE | — | — | UK6 (11 Wo.)UK | US109 (22 Wo.)US | Erstveröffentlichung: 19. September 1969                                                                                                 |
| 1970 | Kiln House Reprise Records (WMG)                       | — | — | — | UK39 (2 Wo.)UK | US69 (14 Wo.)US | Erstveröffentlichung: 18. September 1970                                                                                                 |
| 1971 | Future Games Reprise Records (WMG)                     | — | — | — | — | US91 Gold · (12 Wo.)US | Erstveröffentlichung: 3. September 1971 Verkäufe: + 500.000                                                                              |
| 1972 | Bare Trees Reprise Records (WMG)                       | — | — | — | — | US70 Platin · (27 Wo.)US | Erstveröffentlichung: März 1972 Verkäufe: + 1.000.000                                                                                    |
| 1973 | Penguin Reprise Records (WMG)                          | — | — | — | — | US49 (13 Wo.)US | Erstveröffentlichung: März 1973 |
| 1973 | Mystery to Me Reprise Records (WMG)                    | — | — | — | — | US67 Gold · (26 Wo.)US | Erstveröffentlichung: 15. Oktober 1973 Verkäufe: + 500.000                                                                               |
| 1974 | Heroes Are Hard to Find Reprise Records (WMG)          | — | — | — | — | US34 (26 Wo.)US | Erstveröffentlichung: 13. September 1974                                                                                                 |
| 1975 | Fleetwood Mac Reprise Records (WMG)                    | DE47 (1 Wo.)DE | — | — | UK23 Gold · (19 Wo.)UK | US1 ×9Neunfachplatin · (169 Wo.)US | Erstveröffentlichung: 11. Juli 1975 a Verkäufe: + 9.560.000 RS #183                                                                      |
| 1977 | Rumours Warner Bros. Records (WMG)                     | DE5 ×5Fünffachgold · (… Wo.)DE | AT15 (70 Wo.)AT | CH17 (20 Wo.)CH | UK1 ×1717-fach-Platin · (… Wo.)UK | US1 ×2Doppeldiamant + Platin · (… Wo.)US | Erstveröffentlichung: 4. Februar 1977 a b Verkäufe: + 40.000.000 RS #25; Grammy 1979 / Grammy Hall of Fame Charteinstieg in CH erst 2013 |
| 1979 | Tusk Warner Bros. Records (WMG)                        | DE3 Gold · (48 Wo.)DE | AT4 (4 Mt.)AT | — | UK1 Platin · (27 Wo.)UK | US4 ×2Doppelplatin · (37 Wo.)US | Erstveröffentlichung: 12. Oktober 1979 a Verkäufe: + 2.950.000                                                                           |
| 1982 | Mirage Warner Bros. Records (WMG)                      | DE12 Gold · (28 Wo.)DE | — | CH91 (1 Wo.)CH | UK5 Platin · (39 Wo.)UK | US1 ×2Doppelplatin · (45 Wo.)US | Erstveröffentlichung: 18. Juni 1982 Verkäufe: + 2.850.000 Charteinstieg in CH erst 2016                                                  |
| 1987 | Tango in the Night Warner Bros. Records (WMG)          | DE2 ×2Doppelplatin · (78 Wo.)DE | AT23 (½ Mt.)AT | CH7 (22 Wo.)CH | UK1 ×8Achtfachplatin · (123 Wo.)UK | US7 ×3Dreifachplatin · (57 Wo.)US | Erstveröffentlichung: 13. April 1987 c Verkäufe: + 7.560.000                                                                             |
| 1990 | Behind the Mask Warner Bros. Records (WMG)             | DE4 Gold · (24 Wo.)DE | AT19 (7 Wo.)AT | CH9 (12 Wo.)CH | UK1 Platin · (21 Wo.)UK | US18 Gold · (19 Wo.)US | Erstveröffentlichung: 6. April 1990 Verkäufe: + 1.160.000                                                                                |
| 1995 | Time Warner Bros. Records (WMG)                        | DE92 (3 Wo.)DE | — | — | UK47 (1 Wo.)UK | — | Erstveröffentlichung: 10. Oktober 1995                                                                                                   |
| 2003 | Say You Will Reprise Records (WMG)                     | DE10 (12 Wo.)DE | — | CH51 (5 Wo.)CH | UK6 Gold · (8 Wo.)UK | US3 Gold · (23 Wo.)US | Erstveröffentlichung: 15. April 2003 Verkäufe: + 657.500                                                                                 |

grau schraffiert: keine Chartdaten aus diesem Jahr verfügbar

## Galerie

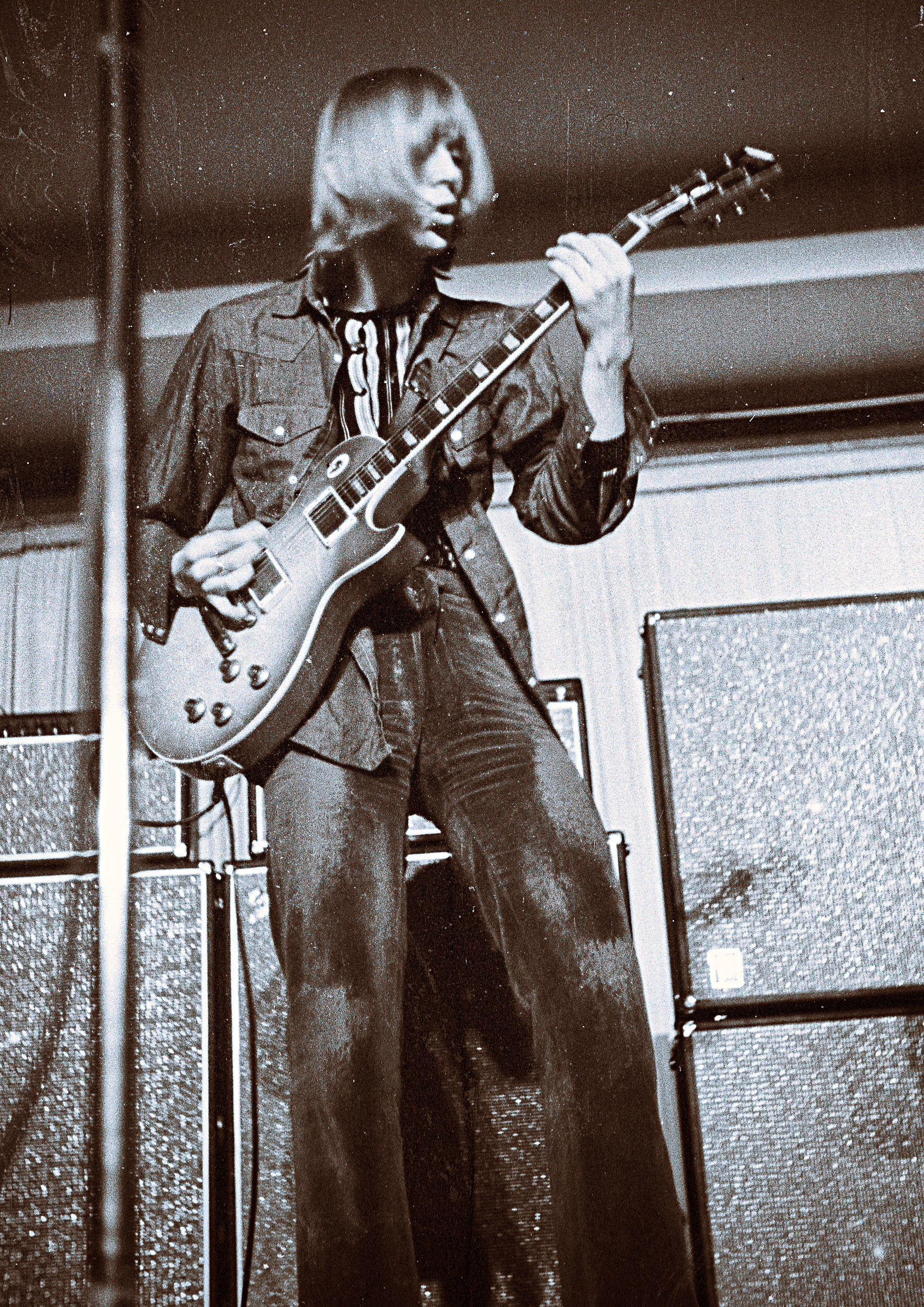
Danny Kirwan, 1970
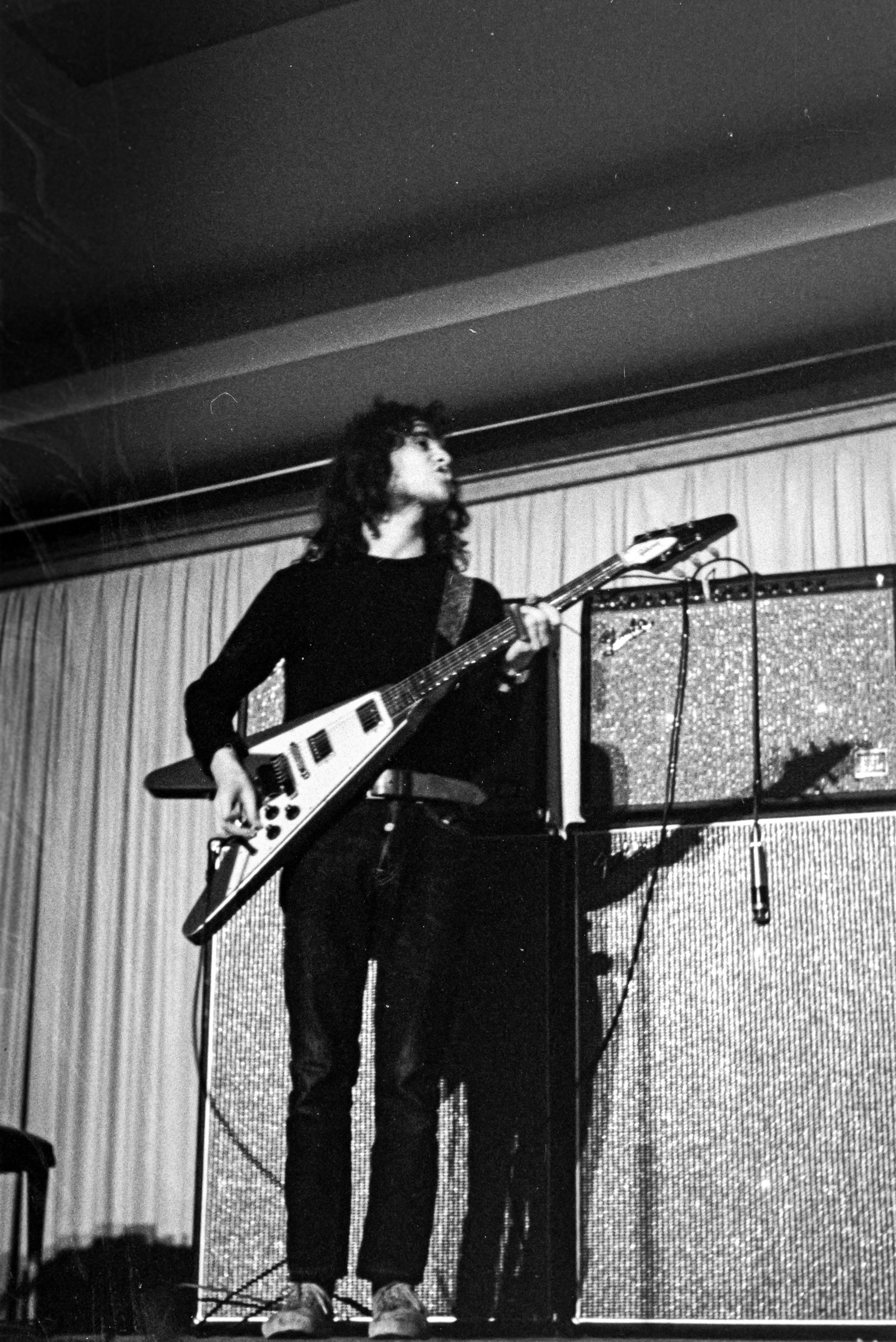
Jeremy Spencer, 1970
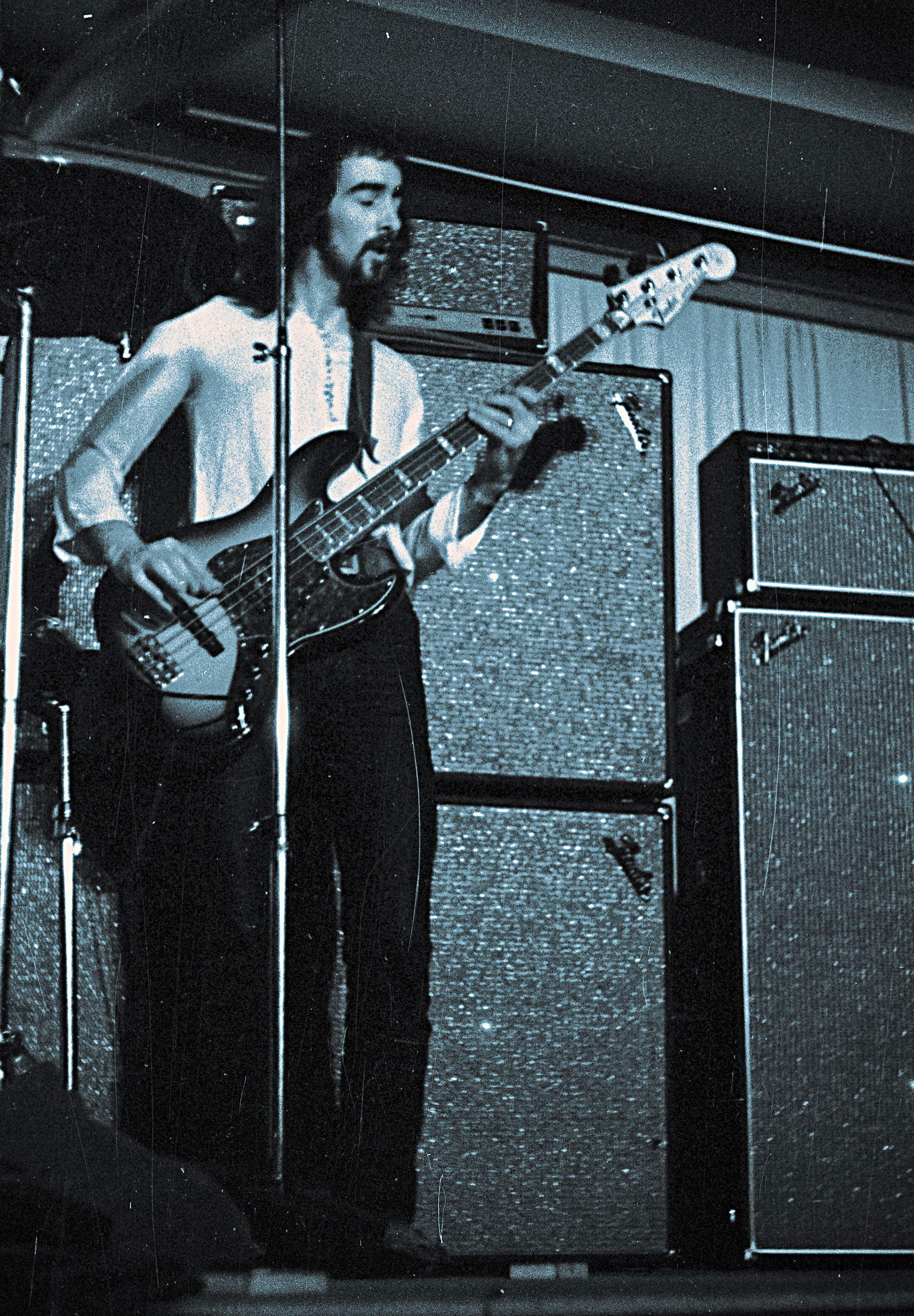
John McVie, 1970
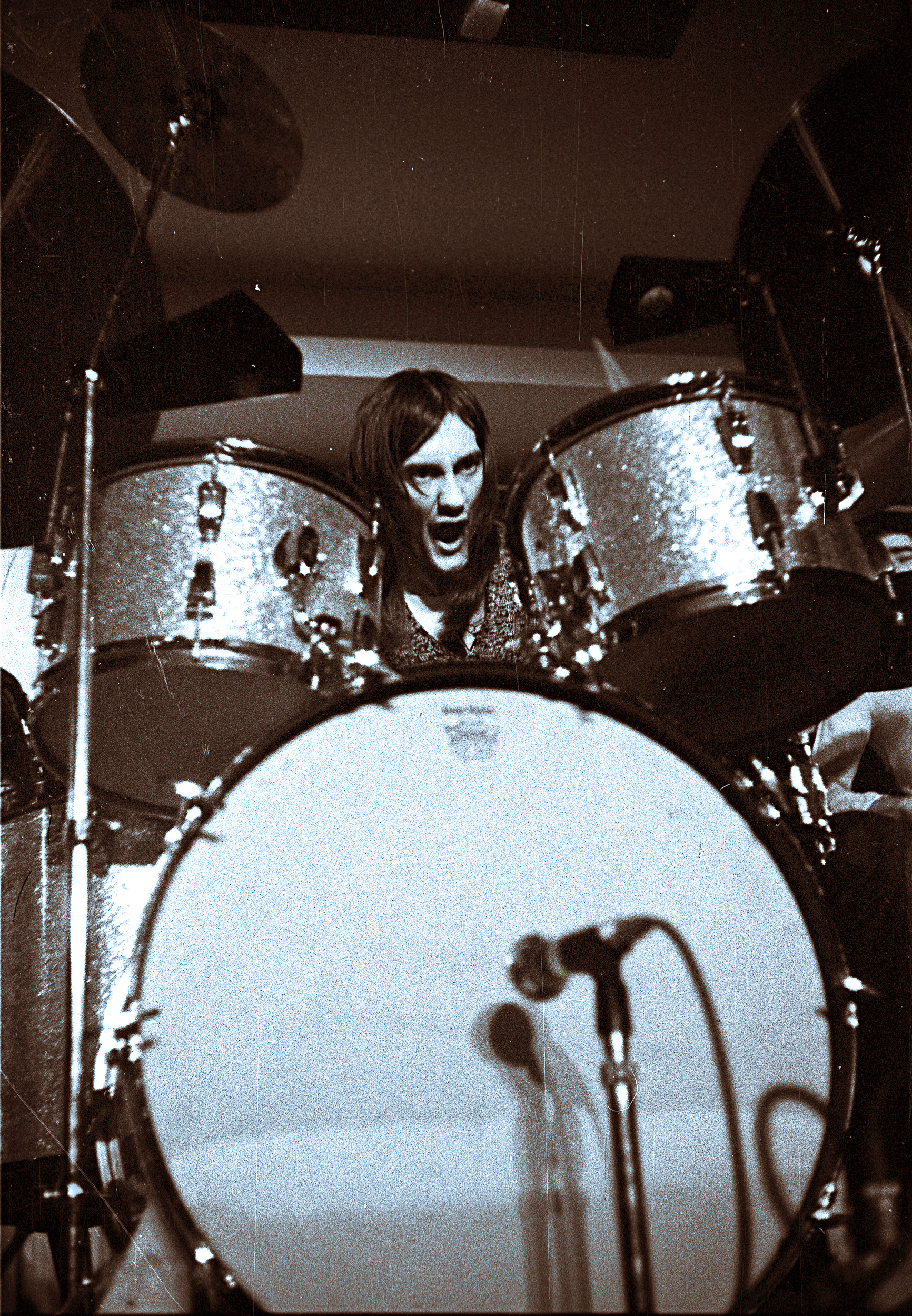
Mick Fleetwood, 1970
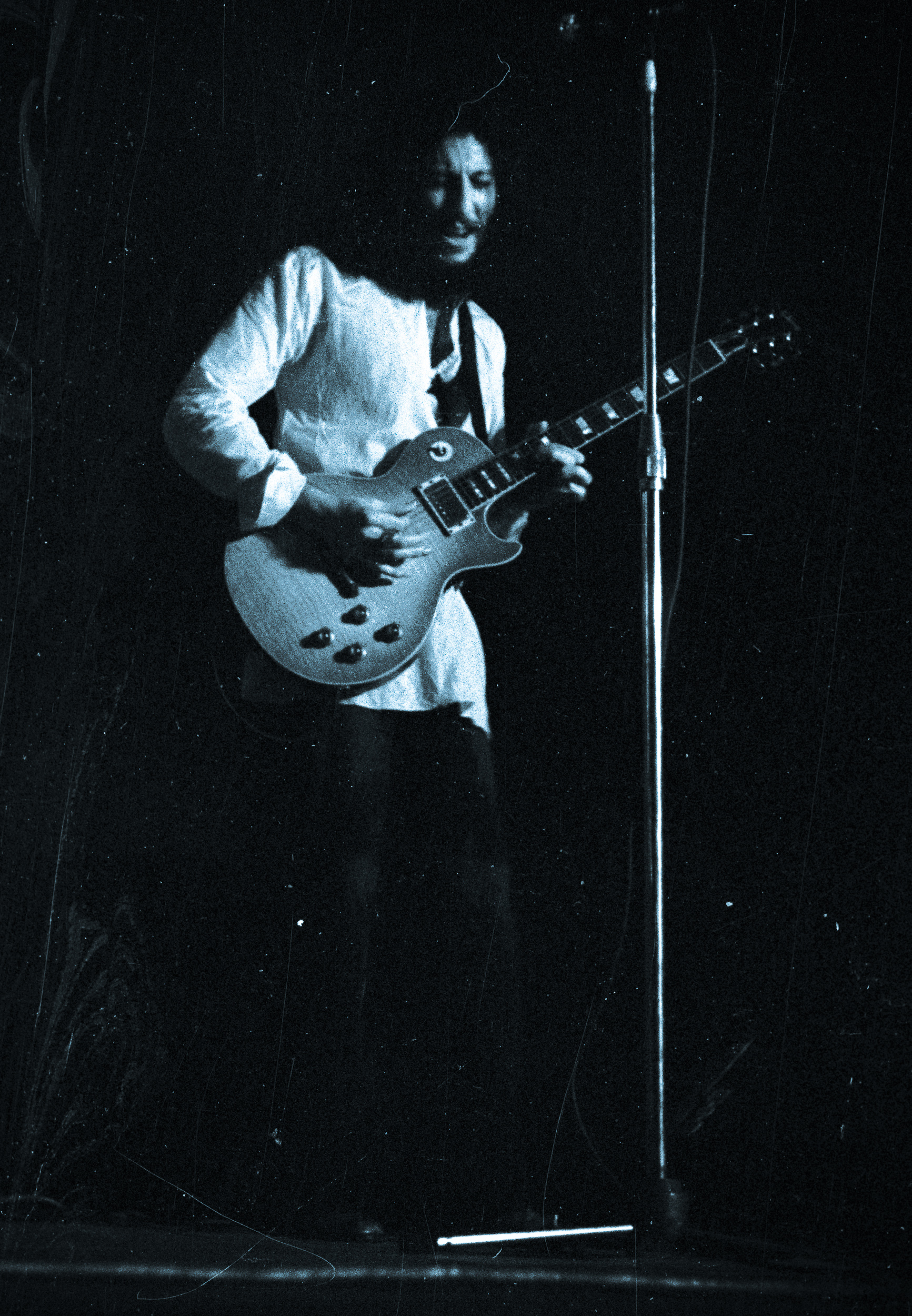
Peter Green, 1970
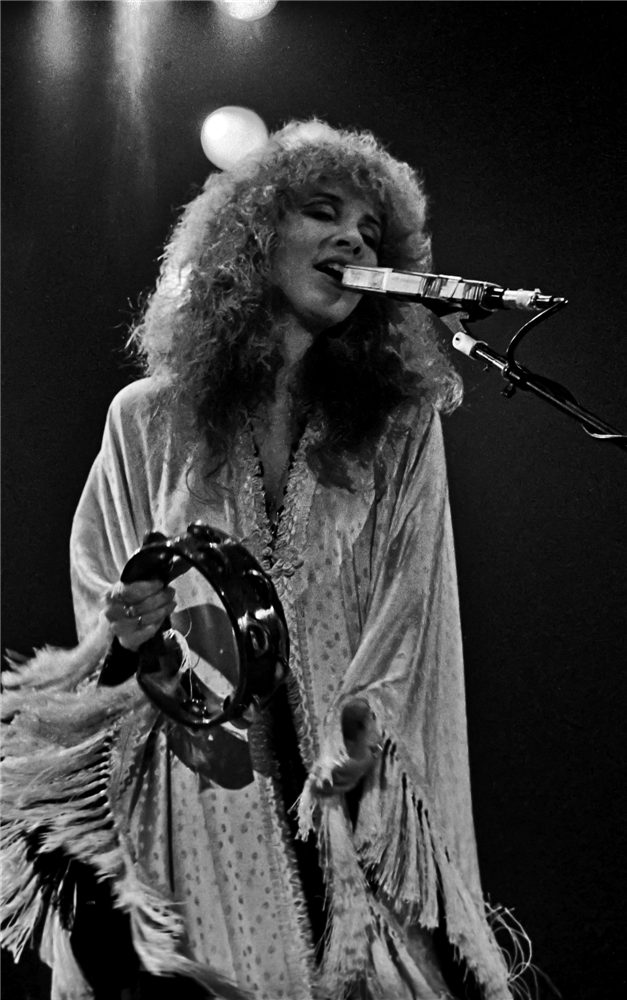
Stevie Nicks, 1980